# مسجد براني
مسجد براني أو جامع براني هو مسجد قديم قائم في القصبة بولاية الجزائر.

## التسمية
سُمِّي هذا المسجد باسم «البرَّاني» لأنَّه يقع خارج قصبة السلطان العثماني، باعتبار أن سكان خارج مدينة الجزائر العاصمة كانوا يسمون البرانية كجمع للمفرد البراني.
فقد كان الأتراك العثمانيون يعتبرون فئة الأهالي أو الفئة البرانية متألفة في محيط القصبة من المجموعات السكانية التي هاجرت إلى الجزائر العاصمة للإقامة والعمل، وقد عرفوا بمناطقهم الأصلية وارتبطت كل طائفة من هذه الجماعة البرانية بأعمال معينة وخدمات محددة، وأوكل أمر التصرف في شؤونها إلى أمين أو مقدم يختار من بني أفرادها.

## تاريخ

### التأسيس

لوحة تذكارية في جامع براني

بني مسجد براني، الواقع خارج سور قلعة القصبة، إبان الحكم العثماني في 1653م بغية تمكين المصلين الأجانب عن القلعة من التعبد فيه.
إن تسمية جامع البراني مصطلح أطلق للتفريق بني جامع القصبة الداخلي ومسجد القصبة الخارجي البراني، أي حصن القصبة أو القلعة، وغالبا ما نجد المجموعات البرانية هي التي كانت تصلي في هذا الجامع لأنها لم تكن تستطيع الدخول للصلاة داخل مسجد القلعة لظروف أمنية.
يقال أن هذا المسجد قد بناه الداي حسين، وهو الظاهر من اللوحات التذكارية التي وجدت فيه، والتي تذكر اسم الداي حسين صراحة، ولكن الباحثين يقولون أن هذا المسجد قد بني قبل عهد الداي حسين، الذي قام بتجديده فقط.
وقد كان عند تأسيسه في سنة 1653م مسجدا صغيرا وأنيقا يقع أمام باب القصبة الجديد.
وقد بينت مخطوطات الأرشيف وعقود الملكية مخطط المسجد الذي يصف شكل المسجد وحدوده عند انتهاء عملية بناء القصبة.

### التوسعة

لوحة تذكارية في مسجد براني

منارة مسجد براني

وتم توسيع المسجد بعد انتقال السلطة السياسية العثمانية في 1818م للقلعة ليصبح مقرا لمحكمة الآغا.
فقد تم تجديد هذا المسجد من طرف آخر دايات الجزائر وهو الداي حسين، حيث توجد لوحتان رخاميتان تشيران إلى سنة تجديد وتوسيع المسجد من طرف هذا الداي.
فاللوحة الأولى موجودة في المتحف الوطني للآثار القديمة، وهي لوحة مستطيلة الشكل كتبت باللغة العربية باستعمال خط النسخ، وبأسلوب الحفر الغائر المملوء بالرصاص.
وجاء النص في ثلاثة أسطر مقسمة إلى قسمين كل قسم منهما وضع داخل معينات ذات خطوط منحنية.
وقد جاء نص الكتابة كالآتي:
صــاحــب الخــيــرات والحـــسـنــات ***** السيد حسين باشا رفعه الله أعلى الدرجات
المتمسك بقول من له اللواء والشفاعة ***** من بنى لله مسجدا بنى الله له في الجنة بيتا
سـنـة ثـلاث وثـلاثـون ومـائتين وألـف ***** من بـعـد الـهجرة من له الفـخر والشـرف
وقد أحيط بهذه الرخامة مجموعة من قطع الخزف مكتوب عليها:
«الصبر سلامة، أبشر يا فتى، أن الفرج قد أتى».
وأما اللوحة الثانية فهي موجودة فوق مدخل الواجهة الجنوبية للمسجد، وهي طبق الأصل عن اللوحة الأولى ولا تختلف عنها إلا في وجود صف واحد من الخزف تحت اللوحة.

### مخطط المسجد

مخطط مسجد براني

يظهر جامع براني من الخارج على شكل مستطيل له أربع واجهات.
الواجهة الغربية هي الواجهة الرئيسية والتي يوجد بها المدخل الرئيسي للمسجد والذي يؤدي مباشرة إلى قاعة الصلاة.
وأما الواجهة الجنوبية فيتوسطها مدخل ثانوي.
بينما الواجهة الشرقية تحيط بها بنايات حديثة، وفي جزء من هذه الواجهة نجد المئذنة ذات الشكل المثمن.
وأما بيت الصلاة فنجد فيها اثني عشر عمودا، في حين أن سقف بيت الصلاة نجده مسطحا ومكونا من أوتاد خشبية مستديرة.

### الاحتلال الفرنسي

مسجد براني أثناء الاحتلال الفرنسي

وفي السنوات الأولى للاحتلال الفرنسي تم تحويله إلى ثكنة قبل أن يحول إلى كنيسة في 1839م.
وقد تم تسليمه مباشرة بعد سنة 1830م إلى السلطات العسكرية الفرنسية حيث جعل مرقدا للجنود، وفي سنة 1839م أعطاه سلاح الهندسة العسكرية إلى أملاك
الدولة التي سلمته بدورها في نفس اليوم إلى إدارة الشؤون الداخلية، فقامت هذه الأخيرة بمنحه إلى الديانة الكاثوليكية، ومنذ ذلك اليوم أصبح يحمل اسم كنيسة «سانت كروا» أو «الصليب المقدس».
وقد كان مسجد براني واقعا على جانب الشارع الذي يضم المدخل الرئيسي ل«دار السلطان»، المسمى حاليا شارع محمد طالب، وقد تم توسيعه في سنة 1818م من قبل «الداي حسين».
حيث شيّد حسب الأبحاث الأثرية على بقايا مدينة «إيكوزيوم» الرومانية وكانت بداية استغلاله كمقر للمحكمة العليا لمحاكمة الانكشاريين، والشاوش وإبّان الاحتلال الفرنسي، وفي الفترة الممتدة من 5 جويلية 1830م إلى 30 ماي 1939م حوّل إلى ثكنة عسكرية، ثمّ أمر الماريشال «بوجو» بتحويله إلى كنيسة إلى أن تمكن الجزائريون من استرجاعه بعد الاستقلال.

## التصنيف
تم تصنيف مسجد براني كمعلم ثقافي محمي في عام 1887م من طرف الإدارة الاستعمارية الفرنسية في الجزائر.
وأدمج بذلك كموروث تاريخي في 30 مارس 1887م.

## الموقع
يقع مسجد براني في أعلى القصبة.

## الترميم

انهيار سقف مسجد براني

انهيار سقف مسجد براني

انطلقت عمليات ترميم سقف مسجد براني في شهر جانفي 2016م بصفة استعجالية لتدعيمه بعد انهيار جزئي لسقفه تحت إشراف ديوان تسيير واستغلال الممتلكات الثقافية المحمية.
وقد حدث هذا الانهيار بسبب تآكل أعمدة الحطب الداعمة للسقف نظرا لتسربات مياه الأمطار في فصل الشتاء.
فهذا المسجد الذي عمره حوالي 360 سنة قد بلغت أشاساته وجدرانه فضلا عن سقفه درجة معتبرة من الاهتراء بفعل العوامل الطبيعية المختلفة.
وبقي الجامع مغلقا في وجه المصلين إلى غاية نهاية الأشغال الأولى من نوعها باعتباره مصنفا كتراث وطني محاذ للقلعة الأثرية ضمن حدود القطاع المحفوظ لقصبة الجزائر العاصمة.
ولم يستفد مسجد براني من قبل من أي أعمال ترميم من قبل المؤسسات المتخصصة.
عملية الترميم اعتمدت على عدم خلط مادة الإسمنت مباشرة مع مواد بناء القديمة التي استعملت في بناء مسجد براني، خاصة منها الطوب الترابي لتفادي زيادة التصدعات في جدرانه بعد الانهيار الجزئي لسقفه.

## وصف

مسجد براني

يقع مسجد براني بمحاذاة الدخلة الرئيسية لقلعة الجزائر المسماة باب جديد في أعلى القصبة الأثرية التاريخية.
وكانت القصبة تضم 13 جامعا و109 مسجدا و32 ضريحا و12 زاوية، أي ما مجموعه 166 معلم ديني عشية الاحتلال الفرنسي في سنة 1830م، وأغلبية هذه المعالم هدمت أو اندثرت في الفترة الاستعمارية، كمسجد السيدة، مسجد سيدي ربي، ومسجد ميزومورتو الكبير.
وفي سنة 1862 لم يبق إلا 9 جوامع و19 مسجدا و15 ضريحا و5 زوايا.
ولعل أعرق هذه المساجد هو مسجد براني بجوار دار السلطان، غير أنه لم يسلم هو الآخر من همجية المستعمر، بحيث حول إلى ثكنة ثم كنيسة، وبعد الاستقلال استرجع مكانته الأصلية.

## القبو
يحتوي قبو مسجد براني على بيت الوضوء.

## قاعة الصلاة
يضم جامع براني قاعة صلاة فيها اثنا عشر عمودا يعلوهم سقف مسطح ومكون من أوتاد خشبية مستديرة.

## المنارة
يحتوي جامع براني على منارة أو مئذنة ثمانية الشكل تشبه منارة مسجد سفير الذي يوجد في وسط قلعة القصبة.

## مكتبة الصور

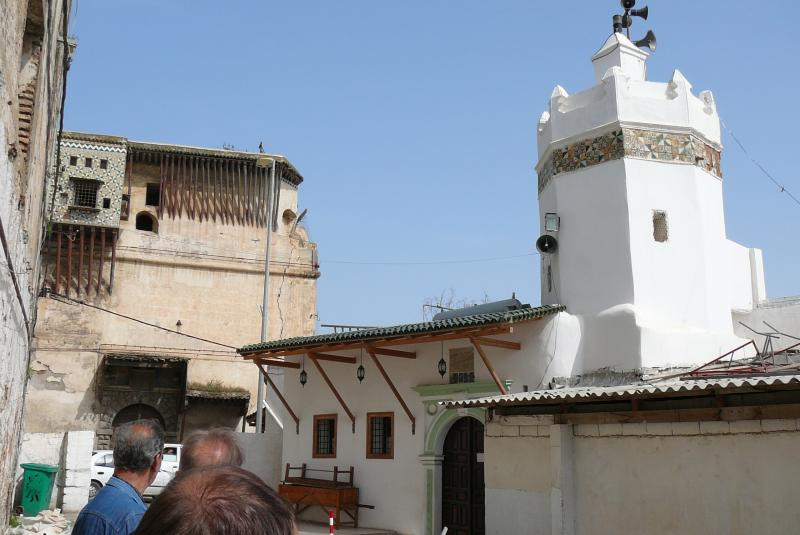
مسجد براني
مخطط مسجد براني
مسجد براني
لوحة تذكارية في مسجد براني
لوحة تذكارية في جامع براني
مسجد براني أثناء الاحتلال الفرنسي
منارة مسجد براني
مئذنة مسجد براني
انهيار سقف مسجد براني
انهيار سقف مسجد براني

## مراجع

منارة مسجد براني